# Poncianes

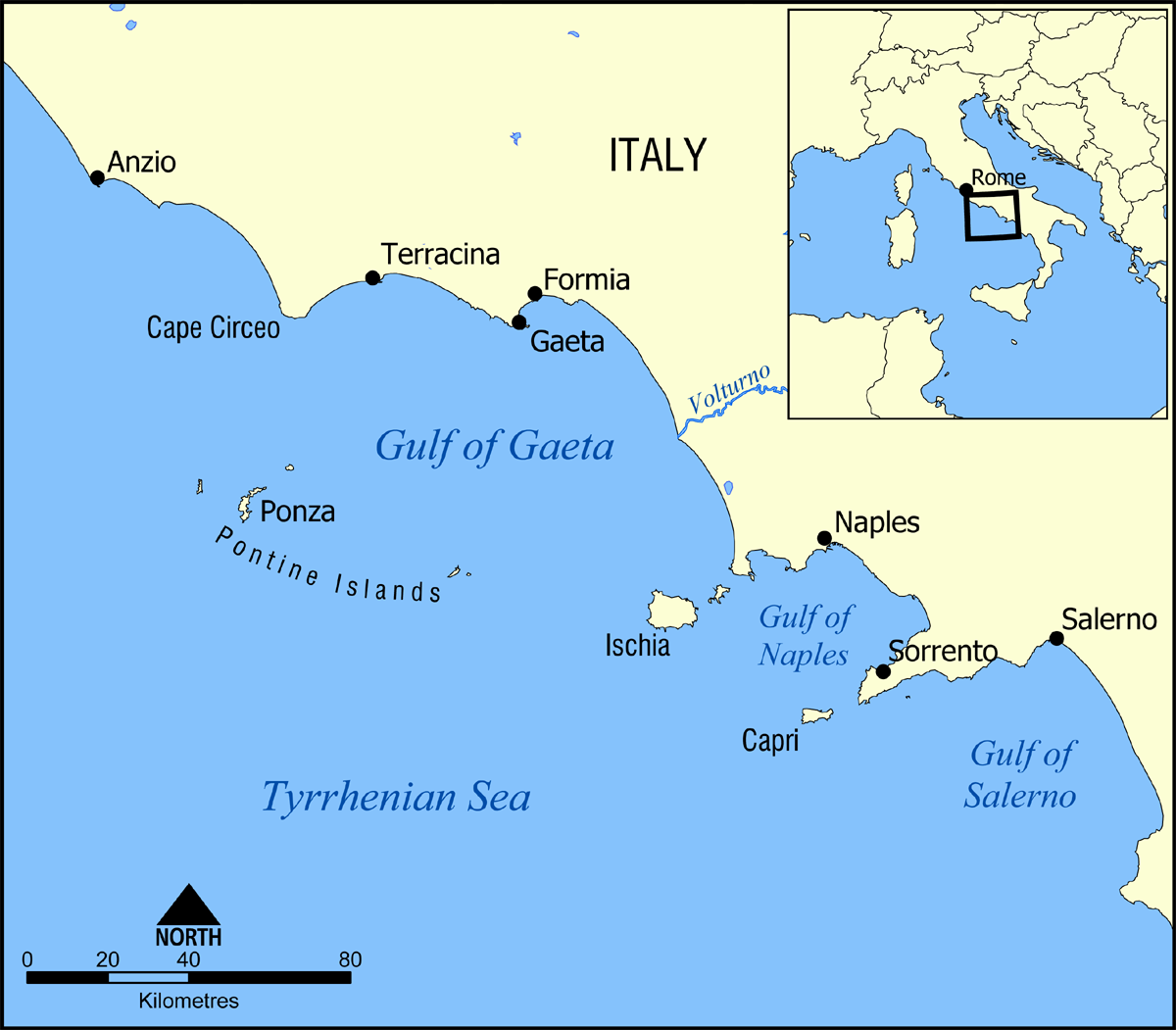
Situació de les illes Poncianes, al golf de Gaeta

Les illes Poncianes (en italià isole Ponziane o també isole Pontine) són un arxipèlag volcànic de la mar Tirrena, situat al golf de Gaeta, a uns 30-40 km al sud del cap Circeo, a la costa occidental de la península Itàlica, que pertany a l'Estat Italià.

## Geografia

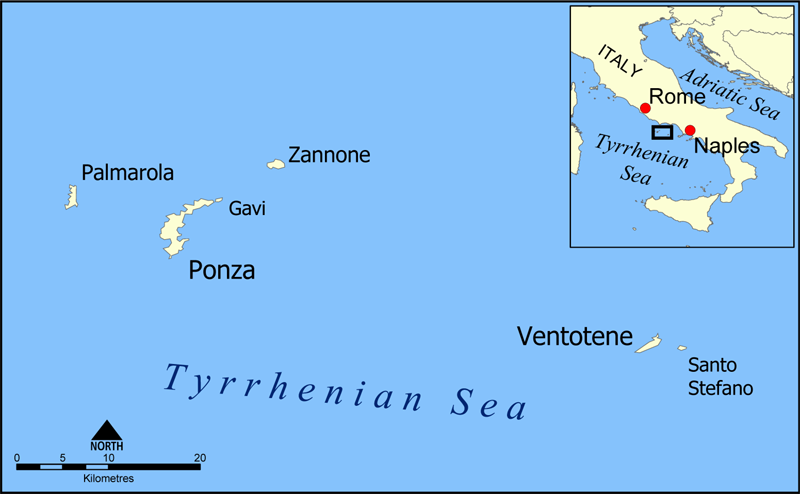
Mapa de les illes Poncianes

L'arxipèlag té una extensió total d'uns 12 km², distribuïts en dos grups d'illes:
- L'occidental, al nord-oest, amb les illes de Ponça (antigament Pontia, en italià Ponza), la principal, Palmarola (antiga Palmaria) i Zannone (Sinonia), i l'illot de Gavi.
- L'oriental, al sud-est, amb l'illa de Ventotene (Pandatària o Pandateria) i l'illot de Santo Stefano (Partenope i després Palmosa i Borca).

Els dos grups d'illes constitueixen, respectivament, els municipis de Ponça i de Ventotene, que formen part de la província de Latina, a la regió del Laci.
Gairebé tota la població, d'uns 4.000 habitants, es concentra a l'illa principal (Palmarola, Zannone i Santo Stefano estan deshabitades). Tanmateix, el turisme estival hi multiplica considerablement la població. El turisme ha rellançat l'economia de les illes, en altres èpoques fonamentada en la pesca, en la mineria i en l'activitat derivada dels centres penitenciaris.
Des de 1979 l'illa de Zannone forma part del Parc Nacional del Circeo. L'illa de Palmarola és una reserva natural.

## Història
S'han localitzat restes que demostren l'existència de poblament prehistòric a Ponça, Palmarola i Zannone, almenys, des del 5000-2000 aC. Durant el Neolític i l'edat del bronze continuaren habitades.
Durant els segles XII-XI aC hi feien escala els mercaders fenicis i a partir dels segles VIII-VII aC s'hi instal·laren els grecs i potser també els etruscs. Les illes van ser un dels escenaris, el 338 aC, del triomf dels romans a les Guerres llatines, que els obriren les portes al domini de tot Itàlia. El 312 aC els romans van fundar la colònia de Pontia a l'illa principal, sobre un establiment previ dels volscs. A les illes, els romans construïren vil·les i un port a Ventotene, que juntament amb Ponça esdevingué un lloc de confinament per a alguns membres represaliats de la família imperial: Neró, fill de Germànic, i Agripina Menor, Drusil·la i Júlia Livil·la, germanes de Calígula, a Ponça; Júlia, filla d'August, Agripina Major, filla de Júlia i esposa de Germànic, i Octàvia, esposa de Neró, a Ventotene.

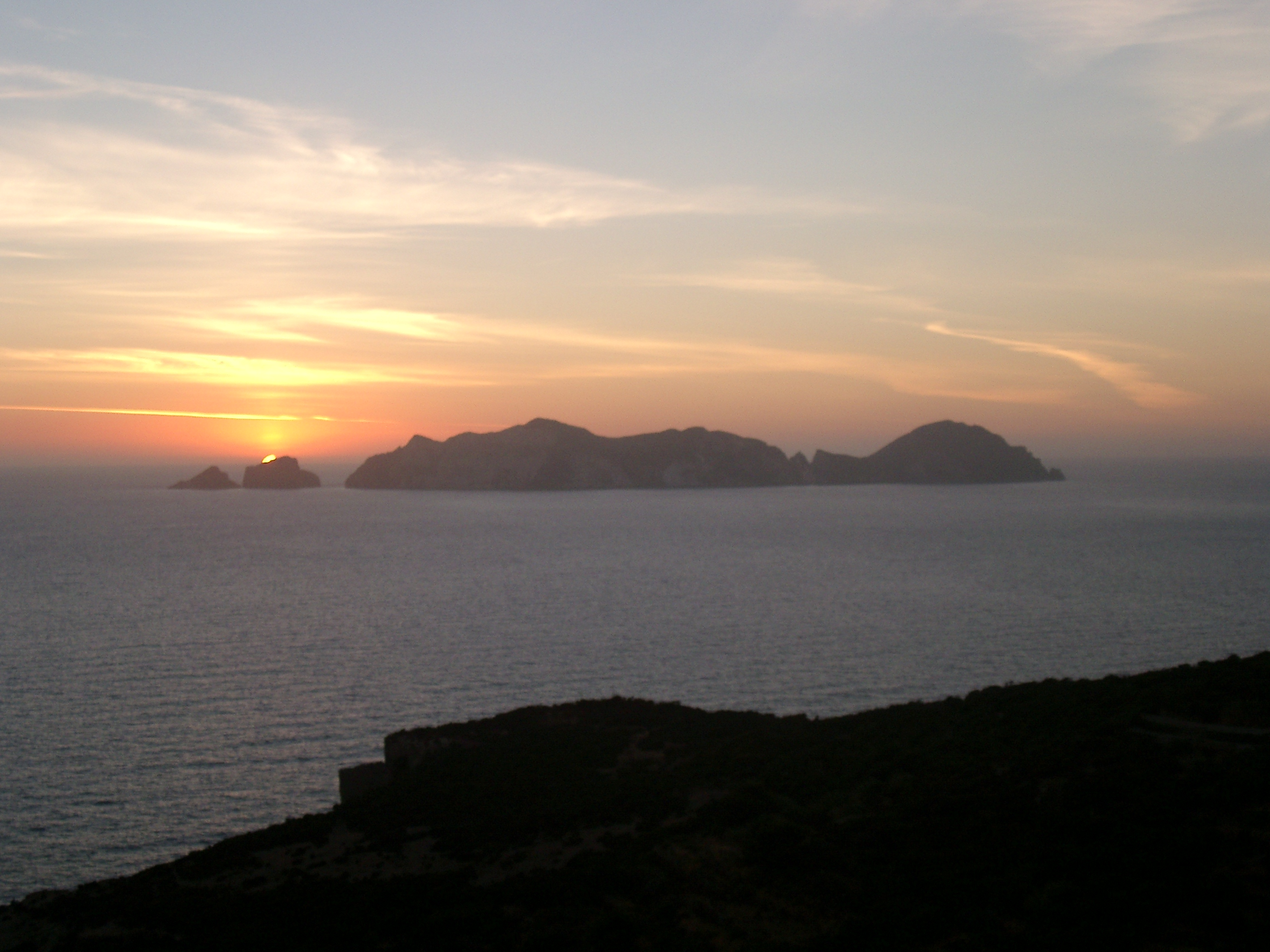
Vista de Palmarola des de Ponça al crepuscle

El 537 el papa Silveri I fou exiliat per Belisari a l'illa de Palmarola i hi va morir de fam aquell mateix any; més tard fou canonitzat i esdevingué el patró de Ponça. Poc després, els benedictins van fundar a Ponça l'abadia de Santa Maria (538). Les illes passen a formar part dels Estats Pontificis. A partir del 813 foren sovint atacades pels sarraïns, que aquell any esclavitzaren els monjos i durant tot el segle següent saquejaren sovint la regió. El 1202 l'abadia de Ponça va passar als cistercencs, i els benedictins en fundaren una altra a Zannone, més tard també transferida al Cister i finalment transferida a Gaeta.
A les seves aigües, el 14 de juny de 1300 Roger de Llúria, al capdavant de l'estol català de Jaume el Just, va derrotar l'almirall genovès Corrado d'Oria, que dirigia l'estol de Frederic II de Sicília, a la primera batalla de Ponça.

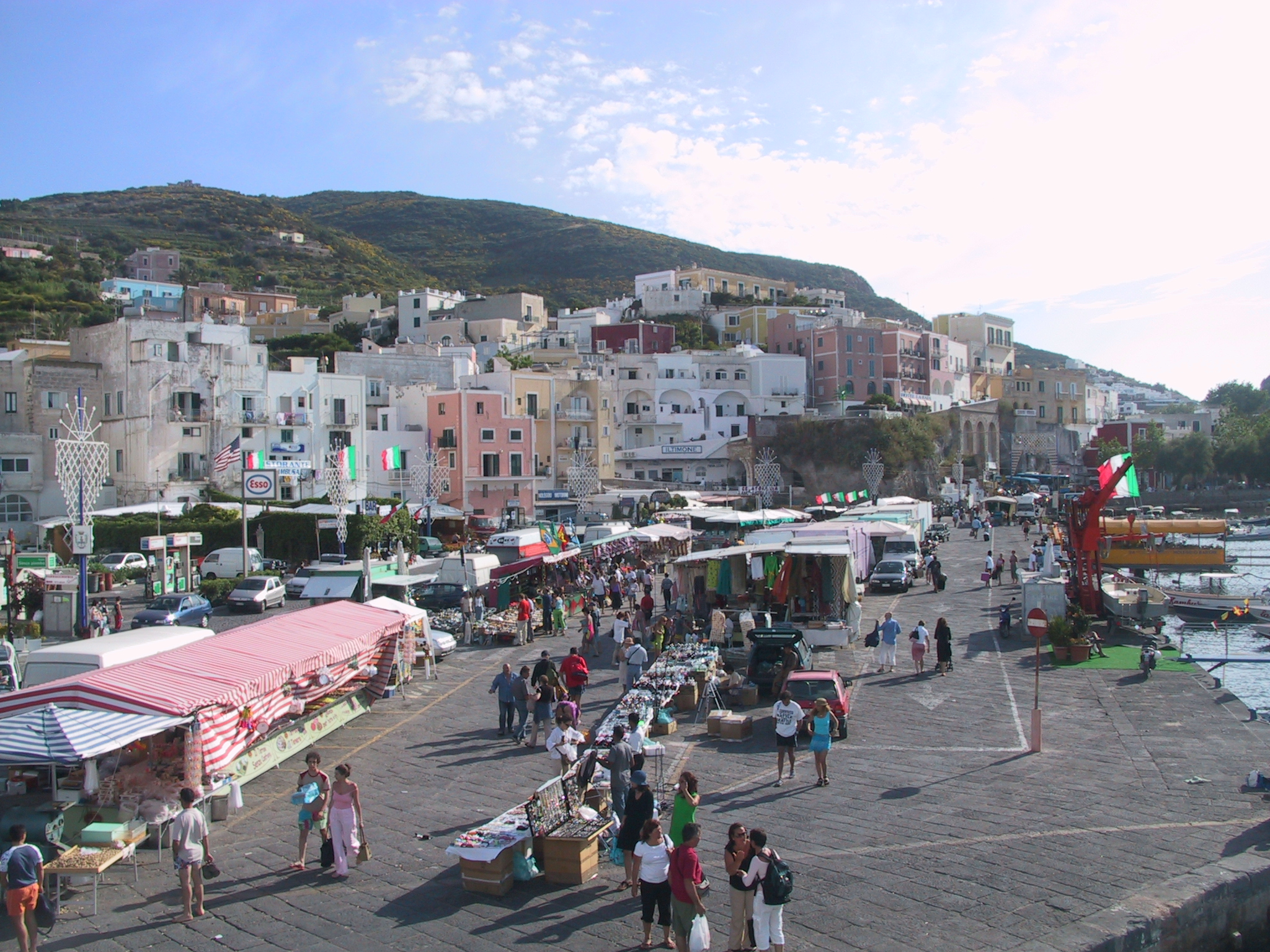
Port de Ponça

El 5 d'agost de 1435 la flota d'Alfons el Magnànim hi fou derrotada a la segona batalla de Ponça pel genovès Biagio Assereto, al capdavant de les flotes aliades de Gènova i dels Anjou de Nàpols, i el mateix rei català hi fou fet presoner.
Alfons el Magnànim, esdevingut rei de Nàpols, va expulsar els monjos de Ponça el 1454, que es traslladaren a Formia. El 1477 el papa Sixt IV les va donar en emfiteusi a diferents nobles, que hi renunciaren el 1484. El 1534 foren saquejades per Barba-rossa i a partir de llavors van ser blanc freqüent dels pirates barbarescos i més tard dels turcs. El 1542 fou donada en feu als Farnese de Parma, però la població era mínima. El 1552 Turgut Reis (Dragut) va vèncer l'almirall de Carles V Andreu Doria prop de Ponça.

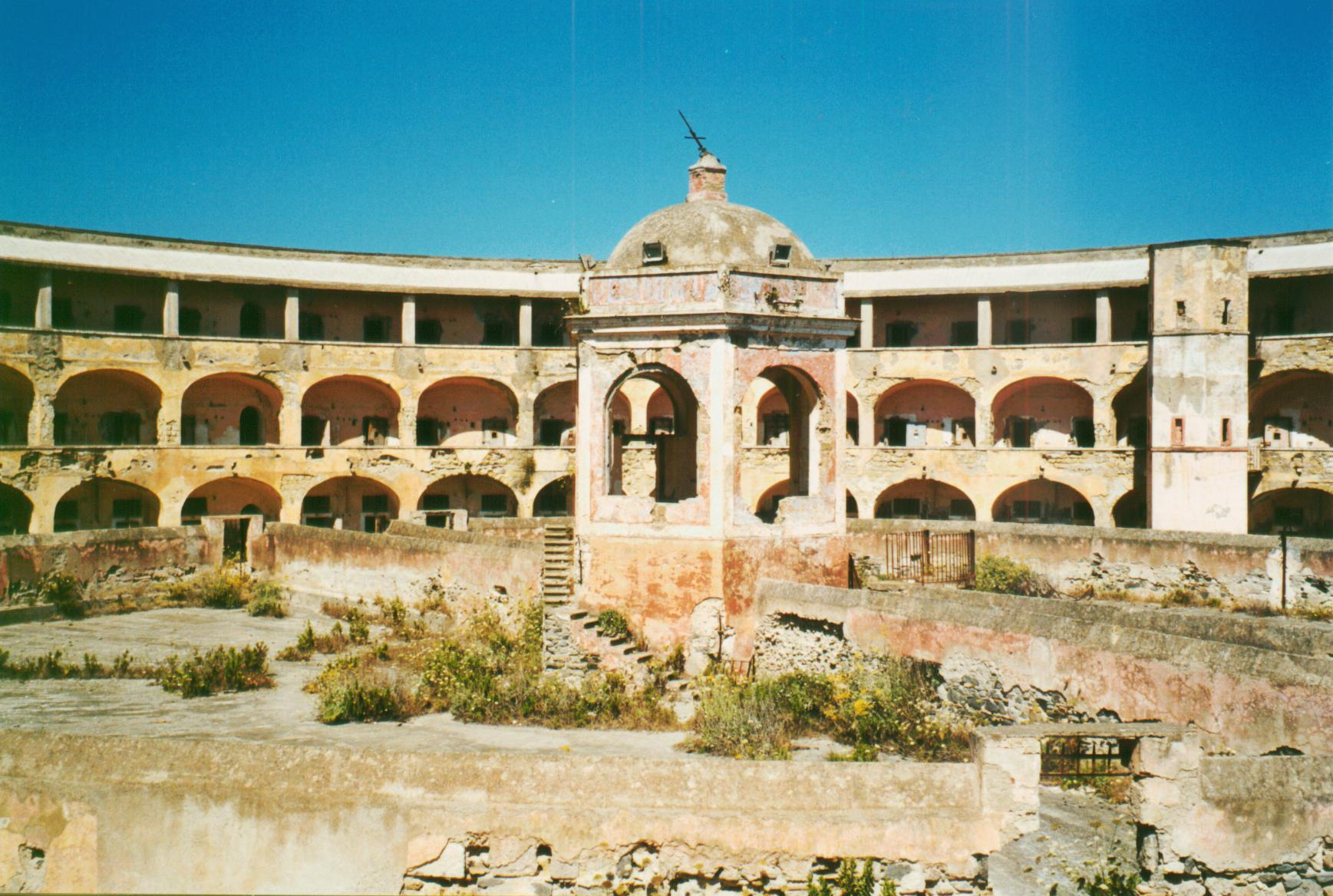
Pati de la presó de Santo Stefano

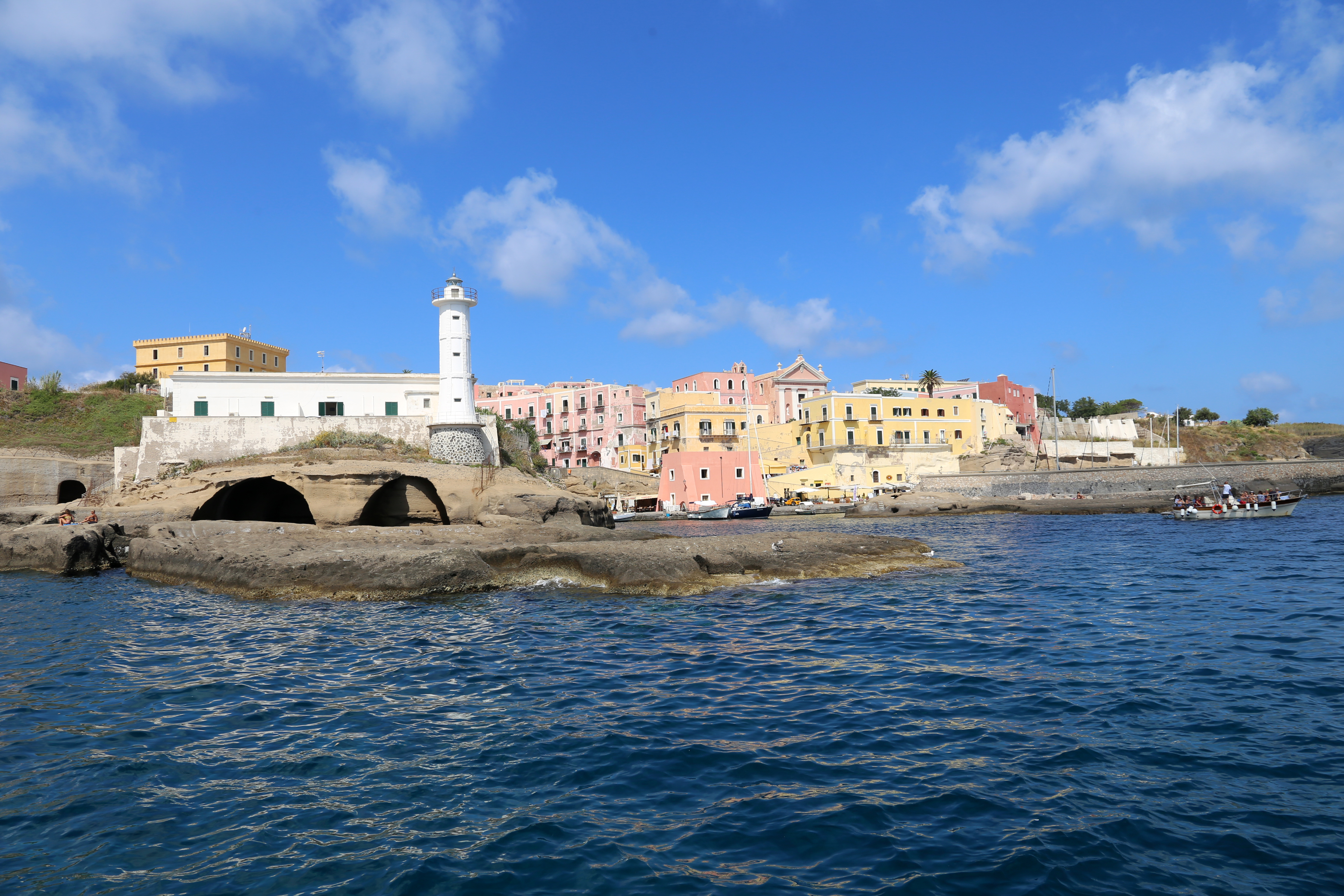
Port de Ventotene

El 1710 foren ocupades pels austríacs, que les detingueren fins a 1713. El 1734 Isabel Farnese les va cedir al seu fill Carles de Borbó, llavors rei de Nàpols, amb l'aquiescència papal, i abandonaren així els Estats Pontificis. Els Borbó de Nàpols n'afavoriren el repoblament i la reconstrucció, sovint efectuada per presoners forçats, i decidiren convertir-les en una penitenciaria. El 1795 s'obrí una primera colònia penitenciària a Santo Stefano, en un edifici imponent que, tot i abandonat, encara es conserva.
Durant les guerres napoleòniques, els anglesos van ocupar Ponça el 1813, però la retornaren a Nàpols el 1815. Es fundaren noves colònies penitenciàries a Ponça (1820) i a Ventotene (1825). El 1861, amb l'annexió del regne de Nàpols als dominis de la casa de Savoia, les illes van passar a formar part del nou regne d'Itàlia.
El 1939 Ventotene i Santo Stefano esdevingueren els únics centres penitenciaris a les illes. Durant el feixisme, foren lloc de reclusió d'opositors polítics. El 1942 alguns d'ells hi redactaren l'anomenat Manifest de Ventotene, que prefigurava una Europa unida i federal després de la Segona Guerra Mundial. A la caiguda del feixisme, Benito Mussolini va estar presoner a Ponça del 27 de juliol al 7 d'agost de 1943, juntament amb altres antics dirigents del seu règim. Els confinats hi van constituir, el 27 de juliol de 1943, l'anomenat govern de Ventotene. El 9 de setembre del mateix any les illes van ser alliberades per les forces aliades. El 1965 les penitenciaries foren clausurades.